# In the Pursuit of Leisure
A In the Pursuit of Leisure, a Sugar Ray amerikai együttes ötödik albuma, amelyet 2003-ban adtak ki.

## Számok
1. "Chasin' You Around" – 3:38
2. "Is She Really Going Out With Him?" – 3:48
3. "Heaven" (Featuring Esthero)– 4:26
4. "Bring Me the Head of…" – 0:42
5. "Mr. Bartender (It's So Easy)" – 3:30
6. "Can't Start" – 3:42
7. "Photograph of You" – 3:48
8. "56 Hope Road" – 3:51
9. "Whatever We Are" – 3:41
10. "She's Different" – 3:30
11. "In Through the Doggie Door" – 3:09
12. "Blues from a Gun" – 3:25